# Matteo Priuli (kardinal)
Matteo Priuli (1577. – 1624.) bio je talijanski biskup i kardinal.
Dodijeljen mu je 17. listopada 1616. kardinalski naslov hrvatske crkve svetog Jeronima u Rimu. Naslov je držao do 5. svibnja 1632. godine, kada je optirao za naslov crkve svetoga Marka.

### Članci
- Bogdan, Jure. 2005. Hrvatska crkva svetog Jeronima u Rimu i njezini kardinali naslovnici. Crkva u svijetu. Sveučilište u Splitu - Katolički bogoslovni fakultet. Split. 40 (2): 187–205